# Époque Nanboku-chō
Pour un article plus général, voir Époque de Muromachi.
1336–1392
Entités précédentes :
- Restauration de Kenmu

Entités suivantes :
- Époque Sengoku

L'époque Nanboku-chō (南北朝時代, Nanboku-chō-jidai) aussi appelée « période des cour du Nord et cour du Sud » ou « guerre entre les deux cours » s’étend de 1333 à 1392 au début de l'époque de Muromachi de l'histoire du Japon. 
Il s'agit d'une guerre civile entre les partisans de l’empereur Go-Daigo dirigeant la cour du Sud basée à Yoshino et les partisans de l’empereur Komyo (1322-1380) de la Cour du Nord établie à Kyoto et soutenue par Takauji Ashikaga. 
Après presque soixante ans de guerre, le Nord l'emporte en 1392. C'est pourtant la cour du Sud qui est aujourd'hui considérée comme légitime au titre d'empereur du Japon, car elle est en possession du trésor impérial du Japon.

## Empereurs de la cour du Nord
- Kōgon (光厳天皇?), 1332-1333[1].
- Kōmyō (光明天皇?), 1336-1348[2].
- Sukō (崇光天皇?), 1348-1351[3].
- Go-Kogon (後光厳天皇?), 1352-1371[4].
- Go-En'yu (後円融天皇?), 1371-1382[5].
- Go-Komatsu (後小松天皇?), 1382-1392, 1392-1412[6].

## Empereurs de la cour du Sud

Les sièges des cours impériales durant l'incident de Kan'ō sont relativement proches l'un de l'autre mais géographiquement distincts. Ce sont : capitale du Nord : Kyoto et capitale du Sud : Yoshino.

- Go-Daigo (後醍醐天皇?), 1336-1339[7].
- Go-Murakami (後村上天皇?), 1339-1368[8].
- Chokei (長慶天皇?), 1368-1383[9].
- Go-Kameyama (後亀山天皇?), 1383-1392[10].

## Le contexte
Idéologiquement, les deux cours se combattent depuis cinquante ans jusqu'à ce que la Cour du Sud plie devant celle du Nord en 1392. Cependant, en réalité, la lignée du Nord est sous le pouvoir des shoguns Ashikaga et dispose de peu d'indépendance réelle.
Depuis le XIXe siècle, les empereurs de la cour impériale du Sud sont considérés comme les légitimes empereurs du Japon. Parmi les autres facteurs figurent le contrôle par la Cour du Sud des insignes Impériaux et l'ouvrage historique Jinnō Shōtōki de Kitabatake Chikafusa qui légitime la Cour impériale du Sud malgré sa défaite.
Les conséquences des événements de cette période continuent d'avoir une influence dans la perspective classique du Japon moderne du Tennō Seika (système de l'empereur). Sous l'influence du shintoïsme d'État, un décret impérial en date du 3 mars 1911 établit que les souverains régnants légitimes de cette période sont ceux de la Cour du Sud. Après la Seconde Guerre mondiale, un certain nombre d'individus, à commencer par Hiromichi Kumazawa, prétendent descendre de la Cour du Sud et contestent la légitimité de la lignée impériale moderne qui descend de la Cour du Nord.
La destruction de shogunat de Kamakura en 1333 et l'échec de la restauration de Kenmu en 1336 ouvrent une crise de légitimité pour le nouveau shogunat. En outre, les changements institutionnels dans le système de propriété (les shōen ) qui est au fondement du revenu des nobles comme des guerriers, modifient de façon déterminante le statut des différents groupes sociaux. La guerre de l'époque Nanboku-chō (Cour du Sud contre Cour du Nord) a pour conséquence l'apparition du régime de Muromachi qui élargit la base économique des guerriers tandis qu'il réduit celui des propriétaires de la noblesse, tendance déjà commencée avec le bakufu de Kamakura.

## Chute dubakufude Kamakura
Les principaux conflits qui contribuent à l'éclatement de la guerre civile sont l'antagonisme croissant entre la famille Hōjō et d'autres groupes de guerriers à la suite des invasions mongoles du Japon de 1274 et 1281 
et l'échec de la restauration de Kenmu qui déclenche la lutte entre les partisans des loyalistes impériaux et les partisans du clan Ashikaga.
La désaffection à l'égard du régime de Kamakura dirigé par les Hōjō se fait jour parmi les guerriers vers la fin du XIIIe siècle. Ce ressentiment est causé par l'influence croissante des Hōjō sur d'autres familles de guerriers au sein du régime. Les invasions mongoles sont la principale cause de cette centralisation du pouvoir qui a lieu pendant la régence de Hōjō Tokimune (1268-1284). Pendant la crise, trois facteurs se conjuguent : Les nominations des membres de la famille Hōjō au conseil d’État augmentent; le conseil de famille privé des Hōjō devient le plus important organe de prise de décision et les vassaux directs des Hōjō sont de plus en plus nombreux à être promus au poste de shugo (« gouverneur militaire de province »),. Les Hōjō limitent essentiellement leurs constituants aux seuls membres de leur famille et à leurs vassaux directs, au détriment d'une plus large base de soutien (Varley 1971:46-50; Hori 1974:198). Lorsqu'émerge une coalition contre les Hōjō en 1331, il ne faut que deux ans pour renverser le régime.
La richesse dans les sociétés agraires est liée à la terre et il en va de même dans le Japon médiéval. En fait, la terre est la raison principale à l'origine de beaucoup de mécontentement parmi la classe des guerriers. Depuis la montée en puissance de cette classe sociale sous les Minamoto, il est prévu que la victoire au combat soit récompensée par des concessions de terres accordées aux personnes qui ont servi du côté des vainqueurs. Cependant, contrairement à toutes les guerres qui ont eu lieu jusque-là, les invasions mongoles présentent une particularité puisque cette guerre, considérée par la plupart des Japonais comme un devoir patriotique, n'a pas eu lieu contre une autre famille de guerriers mais contre un ennemi étranger. Après la défaite de l'ennemi extérieur, il n'y a pas de terres à distribuer aux vainqueurs. C'est un problème en particulier pour les guerriers qui ont vaillamment combattu et demandent des terres aux régents Hōjō. Même au début du XIVe siècle, ce mécontentement met une pression énorme sur tout nouveau régime quel qu'il soit et qui doit immédiatement satisfaire ce groupe social pour parvenir à établir son autorité.
Lorsque le régime de Kamakura disparaît en 1333, la société de la cour de Kyoto est de nouveau disponible pour affronter les guerriers. Au cours de la transition de l'époque de Heian à l'époque de Kamakura, ces derniers émergent avec succès de la domination paternaliste de la cour en tant que force politique indépendante. Avec la disparition de Kamakura, la cour impériale tente une nouvelle fois de restaurer son pouvoir de facto comme alternative à la primauté des guerriers. La restauration de Kemmu est la dernière tentative désespérée de la part de la cour de restaurer sa domination et pas seulement de préserver ses institutions. Cette situation ne se retrouve pas avant la restauration de Meiji du XIXe siècle.

## La restauration de Kemmu: 1333-1336

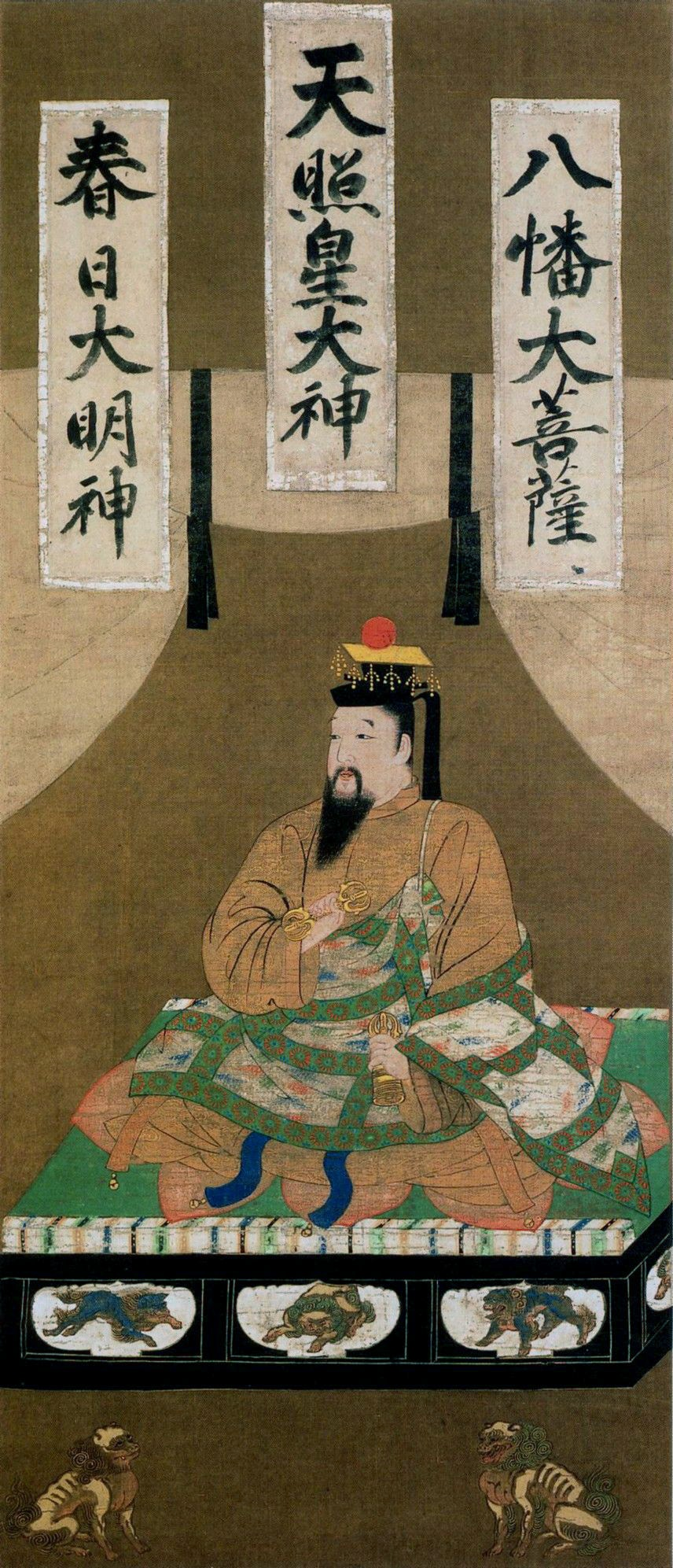
L'empereur Go-Daigo

Au printemps 1333, l'empereur Go-Daigo et ses partisans estiment que le moment est venu de restaurer la gloire de la cour impériale. L'empereur Daigo (901-923), qui vivait à une époque où la cour n'avait pas de rivaux et où la souveraineté effective était exercée directement du trône, devient le nom adopté et le modèle de Go-Daigo. L'idéologie qui émerge de la restauration de Kemnu est d'une importance capitale : c'est un mouvement déterminé à restaurer le pouvoir impérial vis-à-vis des guerriers. Deux des plus grands porte-parole du mouvement sont le prince Morinaga et Kitabatake Chikafusa. Le prince Morinaga est le fils de l'empereur Go-Daigo et le rival d'Ashikaga Takauji; il  plaide pour la militarisation de la noblesse comme étape nécessaire vers une domination effective. Kitabatake Chikafusa incarne ce que cherche le prince Morinaga : un noble de Kyoto qui devient le plus grand des généraux impériaux, en combinant les façons du guerrier à sa noble éducation. Pendant le long siège de Hitachi (1338-1343), Chikafusa rédige le Jinnō Shōtōki, l'une des œuvres les plus influentes jamais écrites sur la légitimité du système impérial japonais. Ce texte est l'un des fondements idéologiques de la restauration de Meiji du XIXe siècle.
Toutefois, la restauration de Kemmu est un échec pour un certain nombre de raisons, dont la principale est le désir irréaliste de l'empereur Go-Daigo de revenir à ce qu'il perçoit avoir été un âge d'or. Bien qu'il n'y a aucune preuve qu'il veut revenir à la politique de l'époque de Heian comme le désire Chikafusa, il est évident qu'il estime qu'il est possible de restaurer non seulement la puissance impériale mais aussi sa culture. Il rédige même un traité intitulé Kenmu Nenchū Gyōji dans le but de faire revivre les cérémonies de la cour alors tombées en désuétude. En 1336, Ashikaga Takauji se révolte contre la cour impériale et proclame le début d'un nouveau régime militaire. Après sa proclamation, il est contraint de se retirer dans Kyūshū après que les forces impériales de Kitabatake Akiie l'attaquent et le défont près de Kyoto. Cette trahison de la restauration de Kemmu par Takauji noircit son nom dans les périodes ultérieures de l'histoire du Japon et commence officiellement la guerre de Nanboku-chō. Les précédentes analyses historiques attribuaient l'échec de la restauration de Kenmu à l'incapacité à répondre aux innombrables demandes de terres émanant des samouraï. Cependant, il est maintenant clair qu'au niveau le plus important, à savoir celui des organes judiciaires qui décidaient des cas de litiges fonciers, la restauration a été efficace. Cela oblige à conclure que la rébellion et le désir de créer un nouveau régime de guerrier de Takauji a été un facteur déterminant dans l'échec de la restauration. Sa rébellion a encouragé un grand nombre de guerriers mécontents (il y avait toujours ceux dont les demandes n'avaient pas été exaucées) qui souhaitaient voir la création d'un autre régime de guerrier inspiré de Kamakura.
La guerre de Nanboku-chō est une lutte idéologique entre les loyalistes qui veulent le retour de l'empereur au pouvoir et ceux qui croient nécessaire de créer un autre régime guerrier inspiré de Kamakura. C'est comme si les deux périodes précédentes de l'histoire japonaise, Heian et Kamakura, s'affrontaient sur le plan idéologique. Les nobles guerriers comme Kitabatake Chikafusa sont pragmatiques relativement à la nécessité pour les guerriers de participer à la restauration au niveau instrumental, mais sur le plan idéologique une grave divergence entre Chikafusa et Takauji polarise les dirigeants pour de nombreuses années à venir. Muri pendant la période de guerre, le régime de Muromachi apparaît dans la foulée de l'échec de la restauration.

## Liens de vassalité et émergence dubakufude Muromachi
De violents combats font rage entre les deux parties pendant près de trente ans avant que les partisans du nouveau régime de guerrier prennent le dessus. Ashikaga Takauji s'appuie sur trois politiques principales pour accomplir la tâche de construire son pouvoir :
1. La politique de demi-taxe Hanzei de division des terres domaniales;
2. La vassalisation des liens avec les samouraï vassaux (gokenin);
3. L'utilisation de shugo comme gouverneurs du bakufu et vassaux dans les provinces couvertes (ci-dessous dans une section distincte).

Tant les liens de vassalité avec les samouraï que le contrôle des shugo sont établis après que la consolidation du régime dans les années 1350. Ces deux hiérarchies sont les liaisons les plus importantes dans la détermination de la puissance du shogun. Les organes bureaucratiques sont plus difficiles à évaluer parce que la première bureaucratie est modifiée après l'incident de Kan'ō (voir la section ci-dessous) et l'essentiel ne concerne finalement que Kyoto et la province de Yamashiro.

### La propriété (shōen) de Kamakura à Muromachi
La politique de demi-taxe est simple : il s'agit d'une politique drastique de reconnaissance de la légalité des incursions de samouraï sur les domaines fonciers mais en même temps de garantir la survie du système de propriété.
Au cours de l'époque de Kamakura, les liens de vassalité entre les intendants (jitō) et le régime de Kamakura (1185-1333) sont de nature intermédiaire car ils placent l'intendant (jitō) dans une position où il est responsable en même temps à la fois devant Kamakura et devant Kyoto. En tant que samouraï, il est placé dans une relation de vassalité directe avec le shogun comme membre de sa maison dans un lien de parenté fictive. En tant que gestionnaire, le samouraï devient un vassal shogunal (gokenin ) de confiance et se voit tenu responsable de la gestion d'un patrimoine qui légalement appartient à un noble de Kyoto. C'est là que réside la nature intermédiaire du lien de vassalité vis-à-vis de Kamakura : en tant que vassal du régime de guerrier à Kamakura, il est responsable devant le shogun sous la forme de service militaire et de redevances, mais en tant que gestionnaire d'une propriété appartenant à un noble, il doit payer un loyer à ce dernier. 
La stabilité du système légal de Kamakura repose sur la garantie des droits de gérance du régime (jitō shiki) pour les guerriers dominants et du droit aux loyers et à la propriété foncière des propriétaires nobles. À travers les liens de vassalité des intendants samouraï, le nouveau régime de guerriers est greffé sur l'ancien système de propriété et rapproche les tendances contradictoires latentes entre les guerriers et les nobles parvenus.
Les intendants qui ont des liens de vassalité directe au shogun ou aux régents Hōjō sont également appelés vassaux (gokenin). La tradition des vassaux de Kamakura est prestigieuse et créé un précédent pour ce qui suit au cours de l'époque de Muromachi. Yoritomo et les régents hōjō ne sont préoccupés que par le contrôle de leurs propres vassaux et se limitent délibérément à traiter des cas de litiges fonciers de leurs vassaux et à accorder des droits de gérance à leurs partisans, laissant les autres différends d'autres groupes à la charge de l'administration civile. Ce précédent est suivi tout au long de l'époque de Muromachi par les shoguns Ashikaga qui s'efforcent de protéger les intérêts de leurs vassaux personnels contre les incursions des shugo.
Non seulement les shugo ont-ils plus de pouvoir que les seigneurs des provinces, mais la politique de réduction fiscale de moitié (de Hanzei) qu'utilise Takauji pour diviser les terres domaniales multiplie-elle le nombre de fiefs détenus en pleine propriété par les samouraïs. Cependant, Takauji aurait pu aller plus loin s'il avait suivi les conseils de ses généraux de confiance, les frères Kō, qui veulent en finir entièrement avec les propriétés. Il en ressort une redéfinition du système de propriété où les intérêts des guerriers prédominent mais où les intérêts des nobles sont encore préservés. En aidant à préserver le système de propriété, la fiscalité de moitié est une politique qui réussit tout de même à accorder les droits des nobles avec ceux des guerriers.
La politique de taxation à moitié commence comme une taxe d'urgence conçue pour les rations militaires (hyororyosho) collectées en temps de guerre : la moitié du revenu des temples, sanctuaires et propriété foncières des provinces de Mino, Ōmi et Owari est prise pour soutenir les armées du régime de Muromachi. De plus en plus, cela est réinterprété et modifié par Takauji comme mode d'acquisition permanente de la moitié des terres dans le but d'inféoder les vassaux,. C'est un changement radical par rapport aux pratiques antérieures. Comme il est indiqué ci-dessus, au cours de l'époque de Kamakura, la plupart des terres, en particulier dans les provinces centrales et occidentales du Honshū, sont détenues par les nobles mais gérées comme des intendances (jitō shiki) par les vassaux domestiques de Kamakura, unissant à la fois les intérêts de la noblesse et ceux des guerriers ainsi que l'institution de la propriété. Avec l'avènement de la mesure de taxation à moitié, Takauji retire la moitié des terres du contrôle de la noblesse et la donne en fief à ses guerriers.

### Essor des samouraï locaux (kokujin)
Lorsque le conflit Nanboku-chō éclate, les liens de vassalité se renforcent. Au cours de l'époque de Kamakura relativement paisible, les compétences militaires ne sont pas particulièrement prisées mais après le déclenchement de la guerre civile ce critère devient le plus important. Un nouveau point de vue intermédiaire se fait jour dans les liens de vassalité du contexte post 1336 : la nécessité de loyauté et un lien plus étroit entre seigneur et vassal. Les liens étroits entre le shogun et ses vassaux apparaissent à la suite de la nécessité d'une action militaire contre les rivaux. Les liens de vassalité sont établis par les Ashikaga parce qu'il y a un risque de perdre un guerrier potentiel au profit d'une autre hiérarchie de guerriers contrôlée, au mieux par l'émergence de shugo fidèles aux Ashikaga, et au pire par des généraux impériaux rivaux. Les liens de vassalité, au sens véritable du terme, au cours de la période de la guerre civile sont utilisés pour surmonter d'éventuels conflits au moyen du recrutement de guerriers.
Au moment où les liens de vassalité se renforcent entre samouraïs et shoguns, la légitimité de ces liens est mise à rude épreuve. Ce paradoxe apparent s'explique logiquement par l'existence de nombreuses exigences de fidélité qui sont présentées aux samouraï : envers des généraux impériaux rivaux, envers les shugo et même envers des alliances locales de samouraï.
Quelques exemples illustrent l'émergence de liens de vassalité entre le shogun Ashikaga Takauji et ses nouveaux obligés.  Les Kobayakawa deviennent vassaux fidèles quand ils sont chargés de la défense des intérêts Ashikaga dans la province d'Aki après la retraite de Takauji vers Kyūshū en 1336. Une autre famille de samouraï de cette même province d'Aki, le clan Mori, devient vassal de Takauji en 1336 et sert sous le commandement de Kō Moroyasu jusqu'au début de l'incident de Kan'ō. Au cours des années 1350, les Mori se rangent du côté des ennemies de Takauji, Tadayoshi et son fils adopté Tadafuyu, et il faut attendre jusque dans les années 1360 pour qu'ils redeviennent vassaux du shogun. Les liens de vassalité avec le clan Kawashima et d'autres familles de guerriers près de Kyoto sont établis par Takauji à l'été 1336 à l'occasion de la démarche entreprise par ce dernier pour reprendre la capitale. Le cas Kawashima est d'un intérêt considérable en raison d'un document concernant les modalités de vassalité portant la signature de Takauji : les deux parties échangent le service militaire pour les droits de gérance (jitō shiki) sur plus de la moitié des propriétés de Kawashima, laissant l'autre moitié en possession du propriétaire noble sous forme de loyer.

## L'incident de Kan'ō et la résurgence de la Cour du Sud dans les années 1350

### Les événements
Takauji est nominalement shogun mais, après avoir prouvé ne pas être à la hauteur de la tâche de gouverner le pays, pendant plus de 10 ans c'est Tadayoshi qui gouverne à sa place. La relation entre les deux frères est toutefois destinée à être réduite à néant par un épisode très grave appelé l'incident de Kan'ō, événement qui prend son nom de celui de l'ère Kan'ō (1350-1351) au cours de laquelle il a lieu et qui a des conséquences très graves pour l'ensemble du pays. La dissension entre les deux frères commence lorsque Takauji fait de Kō no Moronao son shitsuji (représentant). Tadayoshi n'aime pas Moronao et, tous les efforts pour se débarrasser de lui ayant échoué, essaie de le faire assassiner,. Son complot est découvert, aussi Tadayoshi, en 1349, est-il contraint par Moronao de quitter le gouvernement, de se raser la tête et de devenir moine bouddhiste sous le nom Keishin. En 1350, il se rebelle et rejoint les ennemis de son frère, les partisans de la Cour du Sud, dont l'empereur Go-Murakami le nomme général de toutes ses troupes. En 1351 il défaitTakauji, occupe Kyoto et pénètre dans Kamakura. Au cours de la même année, il capture et fait exécuter les frères Kō à Mikage (province de Settsu). L'année suivante, sa fortune tourne et il est défait par Takauji à Sattayama. Un rapprochement entre les deux frères s'avère être de brève durée. Tadayoshi fuit à Kamakura, mais Takauji l'y poursuit avec une armée. En mars 1352, peu de temps après une deuxième réconciliation apparente, Tadayoshi décède subitement, d'empoisonnement selon le Taiheiki.

### Leurs origines
L'incident de Kan'ō extrêmement clivant qui divise le régime de Muromachi met un terme provisoire à l’intégration. Puisque cet incident a lieu à la suite de conflits d'ordre bureaucratique, il faut d'abord jeter un œil aux organes bureaucratiques puis examiner d'où surgit le conflit.
Les organes bureaucratiques au début du régime sont placés sous la juridiction distincte des frères Ashikaga, Takauji et Tadayoshi, ce qui créé une administration à deux volets. Takauji est le chef des vassaux de la dynastie Ashikaga et contrôle donc le « Conseil des vassaux » (Samouraï Dokoro) et le « Bureau des récompenses » (Onshō-kata), tandis que Tadayoshi est le chef de la bureaucratie qui contrôle le « Conseil des enquêtes » sur les fonctions judiciaires du régime.
Le « Conseil des vassaux » est utilisé comme organe disciplinaire des vassaux de la dynastie : le brigandage et autres crimes y sont poursuivis. Le « Bureau des récompenses » est utilisé pour entendre les revendications de/et inféoder les vassaux méritants. Le « Bureau des récompenses » est utilisé pour enrôler de nouveaux guerriers qui sont des adversaires potentiels du régime. L'organe judiciaire principal, le « Conseil des coadjuteurs », décide de tous les cas de litiges fonciers et des querelles portant sur les successions. Toutes les fonctions judiciaires sont par excellence utilisées pour résoudre les conflits et les différends légalement, dans un cadre institutionnel. Les fonctionnaires (bugyōnin) pour le nouveau régime sont recrutés dans les rangs de ceux qui ont servi le régime Hōjō avant sa chute. Ils sont précieux parce qu'ils savent lire et écrire, capacités hors de portée de la plupart des guerriers.
Dans les années 1350, l'incident de Kan'ō et ses conséquences divisent et détruisent presque le régime naissant. Vu de premier abord, l'incident ressemble à une lutte personnelle entre Ashikaga Tadayoshi, le frère de Takauji, contre les frères Kō, Moronao et Moroyasu soutenus par Takauji. Le conflit peut cependant être attribué à des différences d'opinion concernant le système de succession et, derrière ces opinions divergentes, aux différentes bureaucraties contrôlées par Takauji et Tadayoshi. D'une façon générale, Takauji est l'innovateur tandis que Tadayoshi joue le rôle du conservateur voulant préserver les politiques du passé. En sa qualité de chef militaire des bandes de vassaux, Takauji prend deux décision en contradiction avec Tadayoshi : il nomme des vassaux au poste de shugo comme récompense pour héroïsme sur le champ de bataille, et divise les domaines shôen, en en donnant la moitié à ses vassaux en han ou en intendance. Tadayoshi conteste vigoureusement ces décisions en élaborant le « Formulaire de Kenmu », formulaire qui s'oppose à toute nomination au poste de shugo comme récompense pour services rendus sur le champ de bataille. Il s'oppose également à toute sorte de division pure et simple des terres domaniales en sa qualité de chef du « Conseil des coadjuteurs ». Il existe une division claire entre les vues politiques de Takauji et celles de son frère Tadayoshi.
Le conflit éclate en conséquence de la présence de deux chefs d’État dont la politique de l'un contredit celle de l'autre. Les événements qui suivent l'incident témoignent de la mesure dans laquelle le régime commence à perdre son soutien. Les profondes divisions entre les membres de la famille Ashikaga renforcent l'opposition. Les deux piliers du régime de Muromachi, Tadayoshi et Takauji, font acte de soumission symbolique à la Cour du Sud pour promouvoir leurs propres objectifs : Tadayoshi dans son désir de détruire les frères Kō et Takauji dans son désir de vaincre Tadayoshi. Ironiquement, même si la Cour du Sud est l'ennemi, elle est utilisée comme justification par des membres du régime pour s'attaquer mutuellement.

### Effets
L'un des principaux effets de l'incident est rendu possible par l'effort de guerre de la Cour du Sud. Dans une large mesure, cette nouvelle offensive est rendue possible par des transfuges du régime de Muromachi. L'offensive impériale de 1352 dirigée contre Takauji à Kamakura est rendue possible par le grand nombre d'anciens partisans de Tadayoshi qui deviennent des partisans du dirigeant impérial Nitta Yoshimune. L'offensive impériale contre Kyoto en 1353 est rendue possible grâce à la défection du shugo Yamana Tokiuji. Le fils adoptif de Tadayoshi, Ashikaga Tadafuyu, est l'exemple même de la défection : il devient le chef des armées occidentales de la Cour du Sud au cours des offensives impériales rendues possibles contre Kyoto en 1353 et 1354.

## Affirmation desshugo
Les loyautés concurrentes qui caractérisent l'époque Nanboku-chō se jouent à plusieurs niveaux. Il y a des défections de familles samouraïs locales comme les Mori, qui ne sont pas rares au cours du si diviseur incident de Kan'ō; et à un niveau supérieur, les shugo continuent à agir d'une manière dangereusement indépendante jusqu'au cours de la seconde moitié du XIVe siècle.

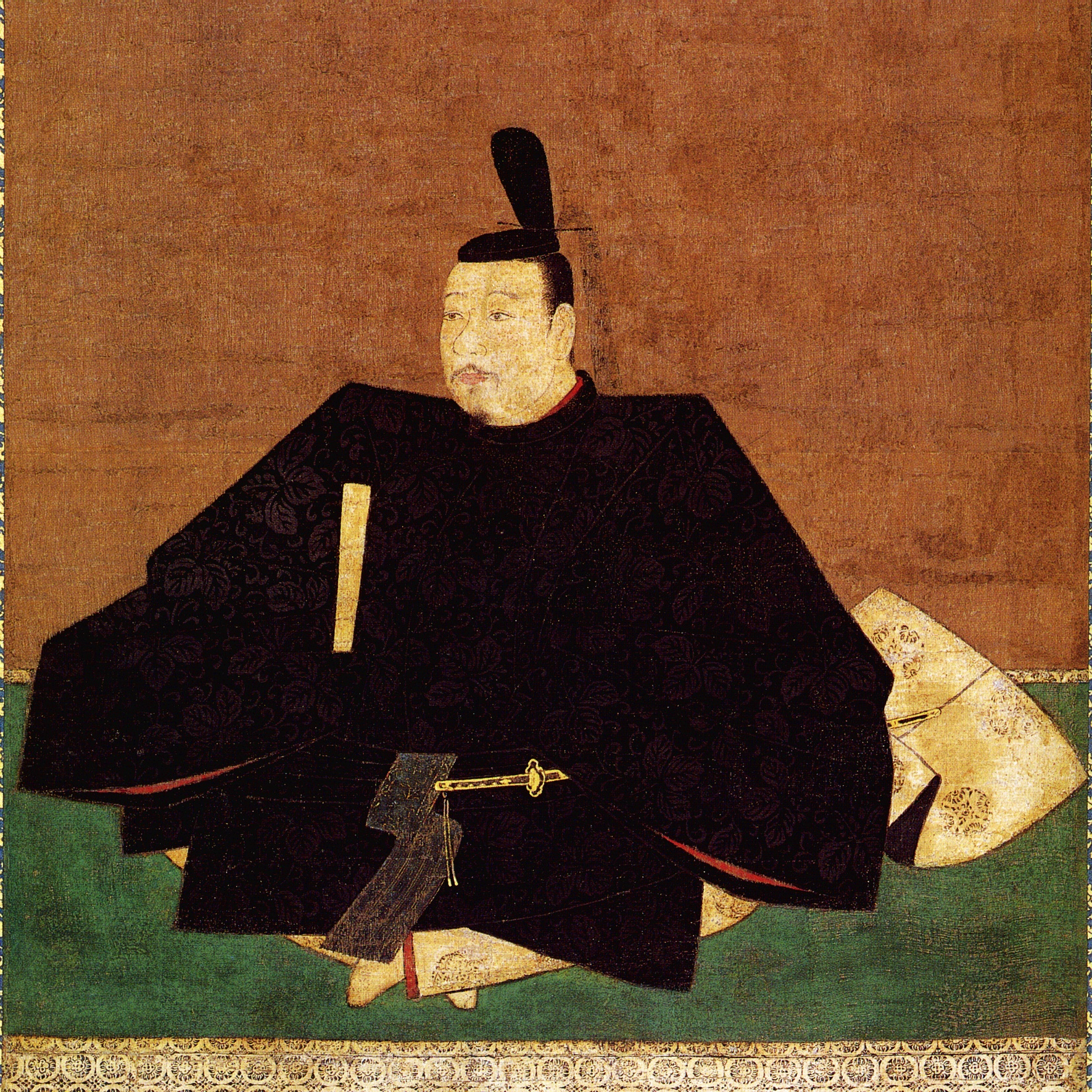
Un guerrier à cheval de l'époque des Cours du Sud et du Nord ; peut-être Ashikaga Takauji.

Le shogun Ashikaga Takauji nomme shugo des membres de branches familiales dans les différentes provinces de l'ouest et du centre du Japon. Les shugo agissent comme gouverneurs et assument la fonction de médiation entre le centre et la périphérie de régime. Comme les gouverneurs locaux, et les seigneurs à part entière, ils représentent l'autorité du régime dans les provinces. Les shugo de cette période disposent de plus de pouvoirs que ceux de l'époque de Kamakura, y compris l'envoi des émissaires là où des conflits fonciers se produisent, l'application de la loi, l'émission de hanzei (demi-taxation) et la collecte des impôts. Ils en viennent à détenir beaucoup plus d'autorité que les obligés samouraï en vertu de leur nomination dans toute une province, et non pas limitée à une seule propriété.
Le succès des nominations au poste de shugo ne réside pas dans les liens de parenté mais dans la façon dont ils sont liés au régime par d'autres facteurs. Les familles de guerriers depuis l'époque de Kamakura se caractérisent par l'utilisation de droits de souveraineté (soryo) où la direction des branches de familles est accordée au chef de la famille principale. Toutefois, les droits de direction sont extrêmement instables parce que les branches familiales affirment souvent leur indépendance, en particulier alors que de nouvelles générations apparaissent qui diluent les liens de parenté.
Les exigences de l'époque appellent à l'utilisation efficace des compétences militaires par ceux qui sont nommés à la fonction de shugo. Comme dans les liens de vassalité entre les shoguns Ashikaga et les samouraï locaux, le lien entre les shoguns et les shugo est intermédiaire dans le même sens : dans un monde de loyautés concurrentes, les shoguns Ashikaga en nommant des guerriers au poste de shugo s'efforcent de lier ces hommes pour les rapprocher davantage d'eux-mêmes. Les généraux qui réussissent, et qui sont en même temps des chefs de branches de famille qui se sont engagés dans la rébellion de Takauji, sont souvent ceux récompensés par le poste. Le coût de ne pas les lier au régime est de perdre leur soutien et d'encourager leur indépendance par rapport au régime.
Les branches de la famille Ashikaga nommées au poste de shugo comprennent les familles Hosokawa, Yamana, Imagawa, Hatakeyama, Niki, Kira, Shiba, Ishido et Isshiki. Dans certaines provinces, les Ashikaga ne parviennent pas à déloger les familles originales de shugo : les Sasaki, Togashi, Takeda et Ogasawara dans les provinces centrales, et les Shimazu, Otomo et Shoni dans Kyūshū. Dans les provinces du centre et de l'ouest, près de la moitié sont de nouveaux titulaires. Au cours de l'incident de Kan'ō, les liens de direction des Ashikaga (soryo) avec les nouveaux membres n'empêchent pas du tout ces shugo de se rebeller ouvertement contre le régime. En fait, les institutions coercitives du régime font cruellement défaut dans cette période vis-à-vis des shugo.
Ce qui empêche les shugo de tout simplement faire ce qu'ils veulent est le lien ténu de nomination, notamment des nouveaux titulaires apparus avec Takauji - ils ont un intérêt à maintenir leurs liens avec le régime dans la mesure où ils n'ont pas encore sécurisé leur pouvoir dans les provinces. Ces familles provinciales qui ont accumulé leur puissance tout au long de l'époque de Kamakura, comme les Ouchi des provinces de Suo et Nagato et les Shimazu de la province de Satsuma, sont seigneurs à part entière et donc moins dépendants du régime et de leur titre de shugo.
Après 1372, les shugo se voient confier la responsabilité de collecter les impôts (tansen) pour le régime Muromachi. Ces taxes frappent toutes les catégories de propriétaires fonciers, de la noblesse aux samouraï. En tant qu'intermédiaires, les shugo en profitent pour augmenter le montant des taxes requises de chaque propriétaire foncier. À ce moment, ils sont devenus inattaquables comme gouverneurs et reçoivent donc la responsabilité supplémentaire de supervision d'une nouvelle taxe destinée au régime.

### Usurpation par lesshugodes fonctions civiles et lesshugo uke
La fonction de gouverneur civil est progressivement mais sûrement usurpée par les shugo et leur utilisation de cette position pour créer des liens féodaux. Les shugo sont en mesure de rendre effective leur puissance provinciale, non pas par leur capacité administrative traditionnelle comme les gouverneurs précédents, mais au moyen de liens intermédiaires de vassalité avec les samouraïs qui se sont emparés de terres privées au cours de la guerre Nanboku-chō et avec les samouraï résidant sur les terres publiques (kokugaryo). Les shugo sont à la fois gouverneurs, responsables de certaines tâches légitimes qui leur sont confiées par le régime Muromachi, et seigneurs féodaux qui tentent d'inféoder des vassaux.
Durant la guerre Nanboku-chō, les intendants samouraï prennent souvent les terres de la noblesse et les convertissent illégalement en propriétés privées (chigyo). Ce développement révolutionnaire est le signe avant-coureur de la liquidation totale du système des domaines qui a lieu plus tard. Les shugo participent à cet accaparement généralisé des terres en accumulant d'anciens domaines sous leur contrôle en s'inféodant les samouraï. Ironiquement, cette situation de non-droit créée par les empiétements des samouraï sur les terres au plus fort de la guerre, pose des problèmes de sécurité pour toutes les terres concernées, du petit samouraï au kokujin et fournit un nouvel élan parmi les samouraïs locaux qui cherchent à nouer des liens intermédiaires avec les shugo sous forme de vassalité. En se liant à un shugo, ils sont en mesure de s'allier à la personne dans la province qui peut assurer une certaine forme de sécurité locale.
Des liens de vassalité entre les shugo et les kokujin se créent souvent sur les terres au moyen d'une association à trois partis appelée le « contrat shugo » (shugo-uke) : un noble propriétaire confie la responsabilité de la gestion de ses biens au shugo en échange d'un revenu de fin d'année garanti (nengu) remis au propriétaire résidant dans la capitale. Le shugo inféode alors des samouraï vassaux (hikan) sur ces domaines en tant que gestionnaires. Les contrats shugo lient les intérêts du shugo, du samouraï kokujin et du noble mais ne sont pas fondés sur l'égalité des intérêts. Ce sont en réalité des instruments qui permettent au shugo d’empiéter sur les terres. La nature intermédiaire du contrat ne fait aucun doute parce qu'il associe les intérêts de trois groupes de personnes mais il est le plus favorable au shugo qui utilise cet instrument juridique pour développer ses liens de vassalité avec les samouraï locaux (kokujin) et en même temps développer sa base foncière au détriment des nobles.
Les « contrats shugo » (shugo-uke) apparaissent dans les années 1340 et s'étendent progressivement. En considérant la façon dont ce contrat opère, la mesure dans laquelle le système de propriété (shōen ) a été accaparé par les guerriers pour devenir l'ombre de ce qu'il était auparavant se manifeste clairement. Les shugo confient la gestion du domaine aux samouraïs en échange d'un service militaire, mais le noble dépouillé de tous ses pouvoirs sur la propriété, en est réduit à attendre sa part de revenus de fin d'année (nengu) à Kyoto où il réside. Le noble emploie des contrôleurs d'impôts (nengu daikan) pour garantir sa propre part du revenu mais il doit payer un montant exorbitant pour les embaucher. Le revenu du noble, déjà réduit par les kokujin et le shugo, est encore réduit une fois que le contrôleur d'impôt prend sa part qui se monte à la moitié du revenu collecté. Cette réduction du revenu des nobles est le résultat du non-versement accumulé de la part à la fois du  shugo  et des samouraïs. Comme dernière mesure, les nobles ont recours à des prêteurs (doso) et des fonctionnaires (bugyōnin) comme moyen de faire pression sur les guerriers. Mais même ce remède produit de médiocres résultats puisque même ces intermédiaires doivent négocier avec les guerriers.

### Shugoet terres publiques (kokugaryo)
Un élément largement ignoré jusqu'à récemment est le sort des terres publiques (kokugaryo) au cours de l'époque de Muromachi et le rôle que jouent les shugo pour empiéter sur elles. Les terres publiques (kokugaryo) au cours de l'époque de Heian se distinguent des terres privées des domaines (shōen), parce que ces dernières sont à l'abri de l'imposition d'État. Avant l'essor des propriétés privées, il n'existe qu'un seul type de terres qui sont des terres publiques maintenues sous l'ancienne administration civile. Avec le développement des propriétés privées appelées shōen au cours de l'époque de Heian, les terres publiques ne disparaissent aucunement : dans les détails, les terres publiques diffèrent très peu des propriétés privées. Les deux sont détenues par des propriétaires absents. Ils ne diffèrent que sur le plan administratif : les domaines privés sont gérés directement par les agents des nobles tandis que les terres publiques sont gérées par les gouverneurs civils (kokuga ou kokushi) et leurs fonctionnaires.
À l'époque de Kamakura, les terres publiques appartiennent à différents propriétaires fonciers en tant qu'exploitations privées (chigyo). Ces propriétaires sont des maisons nobles, des institutions religieuses et des guerriers. Des régions entières du Kantō et du nord-est sont détenues par des guerriers non pas en qualité de gestionnaires fonciers mais au titre d'exploitations privées. Les provinces de la région de Kantō sont attribuées au régime de Kamakura en tant que terres privées (chigyokoku). Le régime des Ashikaga hérite de ces terres et décide d'y placer des shugo.
L'une des principales fonctions du bureau du gouverneur civil (kokushi) est la surveillance de la justice pénale dans les provinces et l'entretien des propriétés privées situées sur les terres publiques ( kokugaryo). Cependant, ces fonctions commencent à changer avec l'avènement du régime de Kamakura. Avec la nomination des commissaires shugo par l'autorité centrale, toute la juridiction criminelle dans les provinces passe entre leurs mains. Mais le gouverneur civil (kokushi) demeure l'agent essentiel de l'administration civile (ritsuryo), qui permet de s'assurer que les loyers des d'exploitations privées parviennent aux nobles absents et aux établissements religieux (jisha honjo) à Kyoto et dans la province de Yamashiro. Sa surveillance ne comprend pas les propriétés privées des guerriers, le plus souvent concentrées dans le Kantō et plus au nord.
Au début de la guerre Nanboku-chō, l'administration civile (ritsuryo) se délite rapidement et les shugo, qui jouent un rôle mineur dans la gouvernance provinciale au cours de l'époque de Kamakura, commencent à usurper les fonctions de gouverneur civil. Cela ne se produit pas immédiatement dans toutes les provinces, mais se poursuit sans interruption jusqu'à ce que les shugo soient devenus les véritables gouverneurs sur les terres publiques (kokugaryo). Comme ils prennent en charge la surveillance des exploitations privées sur les terres publiques, ils établissent des liens avec de nombreux types de propriétaires : les nobles, les samouraïs de différents types (ji-samouraï) et les établissements religieux. Ils inféodent leurs propres partisans sur ces terres, confirment les terres des samouraï déjà en place en échange d'un service militaire et établissent des « contrats shugo » avec les nobles avec des résultats prévisibles. En plus des liens de vassalité avec les samouraï locaux (kokujin) sur les domaines, les liens de vassalité sur les terres publiques deviennent une ressource clé permettant d'augmenter le pouvoir des shugo.
En outre, en 1346, dix ans après l'émergence du régime de Muromachi, le shogun décentralise l'autorité en donnant aux shugo le droit de juger les cas de vol de cultures sur les domaines et à procéder à des affectations temporaires de terres prises aux forces impériales à des vassaux méritants . Cela est important dans la mesure où les domaines traditionnels de compétence de Kamakura sont « abandonnés » par le régime de Muromachi. Auparavant, tous les cas de vol de récolte ou d'affectations sur les domaines sont strictement réservés à l'administration de Kamakura. Par ailleurs, à cette époque, les forces impériales subissent leurs pires défaites, offrant à leurs ennemis des terres destinées à être confisquer et réaffecter. En délégant ces nouvelles juridictions aux shugo, l'autorité centrale augmente encore leur position en tant que gouverneurs des provinces dans lesquelles ils ont été affectés.

### Légitimation et limites du pouvoir
Dans cette double capacité, les shugo sont en concurrence avec d'autres samouraï locaux dans les provinces pour les terres qu'ils administrent comme gouverneur mais ne possèdent pas personnellement. Comme les propriétaires nobles, un shugo unique possède des terres dans des zones très dispersées dans plusieurs provinces. Son pouvoir ne se construit pas sur la propriété individuelle de la terre comme les seigneurs territoriaux (daimyo) du XVIe siècle mais sur la loyauté des samouraïs locaux par le biais des liens de vassalité. Le potentiel coercitif exercé par les seigneurs territoriaux du XVIe siècle est beaucoup plus important parce que leurs liens de vassalité sont basés sur leur propriété des terres autour d'eux : en tant que propriétaires, ils peuvent se passer de la terre comme ils l'entendent et se débarrasser des vassaux récalcitrants sans plus de façon. Au XIVe siècle, les shugo ne peuvent prétendre à la propriété de territoires à l'échelle provinciale : d'abord parce que la notion de propriété provinciale personnelle est encore peu développée ; ensuite parce qu'ils n'ont jamais amassé de grandes quantités de biens personnels, s'appuyant plutôt sur l'utilisation du cadre traditionnel des terres domaniales et des terres publiques pour inféoder leurs vassaux. C'est l'énigme centrale du XIVe siècle : la fragmentation et la dissolution du système de propriété et la disparition de l'administration civile coïncident avec la prolifération des terres privées, mais le cadre externe du système de propriété (shōen) et le système des terres publiques (kokugaryo), bien que dépourvus de contenu, restent encore en vigueur. Compte tenu de la fragmentation, ce sont les liens intermédiaires de vassalité au shugo et le rôle du shugo comme gouverneur de la province, qui aident dans une certaine mesure à intégrer des forces disparates.
Il est remarquable que le système de propriété survive étant donné les déprédations qu'il subit aux mains des guerriers. Il y a deux raisons pour lesquelles il survit sous la forme atténuée décrite ci-dessus : la première est l'existence du régime de Muromachi qui soutient constamment le système de propriété face aux incursions guerrières. Comme décrit plus haut, Ashikaga Takauji tente de s'assurer que les limites fixées aux guerriers par la demi-imposition fiscale ne soit pas dépassées mais il ne parvient pas à contourner des dispositions comme le « contrat shugo»  qui dénude vraiment le noble de ses biens et de ses revenus. La demi-mesure fiscale elle-même ne protège pas le noble de la mainmise pure et simple de sa propriété aux mains des samouraïs, même si ces derniers sont tenus d'en remettre une partie afin de se conformer à la loi de la moitié de l'impôt. En fin de compte, c'est l'administration de Muromachi qui fait en sorte que les samouraï payent leur part des revenus de la noblesse.
L'autre raison derrière la survie du système de propriété est liée à la légitimité de la classe noble. L'essor des guerriers n'est pas forcément populaire parmi les paysans qui vivent sur les terres. La main plus douce des nobles est également la main que les gens respectent. L'une des raisons pour lesquelles tant les shugo que les kokujin respectent la forme extérieure de la structure de propriété est d'éviter la désobéissance et la rébellion pure et simple dans la population. Pour rendre leur domination légitime aux yeux des agriculteurs, les guerriers travaillent dans le cadre de la structure de propriété, même si cette structure a été totalement modifiée. On peut montrer que le système de propriété, à l'extérieur de la province de Yamashiro, s'érode à un point tel qu'il ne reste aux nobles que peu ou pas d'influence dans les provinces.

## Consolidation du pouvoir des Ashikaga: 1360-1370
En 1358, après la mort de Takauji, le shogunat passe aux mains de son fils Yoshiakira. Sous sa direction et celle du kanrei Hosokawa Yoriyuki, le régime réussit à intégrer les shugo au cours des années 1360 et  70 : Les branches familiales des shugo Ashikaga sont employées dans la bureaucratie gouvernementale. Les points suivants doivent à présent être abordés : 1) l'apparition du système de « Conseil des kanrei »  et de « Conseil des obligés » comme instruments intermédiaires qui lient plus fermement les shugo au régime; 2) l'émergence d'un instrument coercitif sous la forme de l'hégémonie shogunale utilisée pour mettre au pas les shugo indisciplinés et la défaite finale des forces de la Cour du Sud; 3) l'utilisation du système de classement de la cour comme instrument intermédiaire qui lie le régime à la cour impériale et dans ce cadre le décret Hanzei de demi-fiscalité de 1368 et ses effets et enfin 4) les limites à l'autorité Muromachi dans le Kyūshū et les régions du Kantō.
C'est au shogun Yoshiakira de guérir les blessures de l'incident de Kan'ō en réorganisant le régime. En 1362, il établit l'institution intermédiaire la plus importante qui relie les shugo au régime : « Conseil des kanrei ». Ce système est constitué de deux composantes, le « Bureau des kanrei » et le « Conseil des principaux vassaux » (jushin kaigi) que président les kanrei. Le « Conseil des kanrei » comprend les plus puissantes familles de shugo en tant que participants au gouvernement direct du centre et de l'ouest du Japon. Avec le shogun, le « Conseil des kanrei » constitue le cœur du régime de Muromachi à tel point que les historiens en sont venus à caractériser ce régime comme le bakufu du système des shugo.

### Le Conseil deskanrei
Le système du « Conseil des kanrei » est intermédiaire car il relie le côté militaire du régime à la bureaucratie. Le conflit qui apparaît avec l'incident de Kan'ō est relatif à la séparation et au conflit entre les institutions de vassaux militaires contrôlées par Takauji et les institutions bureaucratiques judiciaires contrôlées par Tadayoshi. Avec l'émergence du système appelé « Conseil des kanrei », les shugo qui représentent le côté militaire de l'administration sont fermement liés à la bureaucratie en tant qu'acteurs importants dans la prise des décisions politiques.
Le bureau des kanrei lui-même est un bon exemple de médiation qui lie les intérêts des shugo à ceux du shogun. La tâche du kanrei est d'agir comme porte-parole entre le « Conseil des principaux vassaux » (jushin kaigi) et le shogun et de servir de médiateur entre les deux. Le kanrei a aussi la responsabilité de superviser au quotidien les éléments bureaucratiques du régime, de consulter et transmettre les ordres du shôgun au Conseil et à la bureaucratie. Le kanrei est toujours choisi parmi un groupe héréditaire de trois familles de shugo liées à Takauji depuis quatre générations (Papinot 1972:27) : les Hosokawa, les Hatakeyama et les Shiba. Les trois familles se relaient pour pourvoir le poste. Ce sont les familles de shugo du rang le plus élevé dans le régime et le poste de kanrei aide à lier leurs intérêts à l'appui de celui-ci.
L'autre composant du système de « Conseil des kanrei » est le « Conseil des principaux vassaux » (jushin kaigi). Le kanrei préside les réunions du Conseil, relaie les décisions prises par le Conseil au shogun et transmet les ordres du shogun au Conseil. Dans ce système, la politique du régime est élaborée au moyen de consultations entre le Conseil et le shogun bien que les décisions finales sont prises par celui-ci. Au début, le Conseil est composé des chefs des trois familles de shugo dont le kanrei est régulièrement sélectionné avec quatre autres chefs de puissantes familles de shugo : les Yamana, les Isshiki, les Akamatsu et les Kyogoku. Les deux dernières familles ne sont pas liées à la famille Ashikaga. Cette tendance à inclure dans le Conseil des familles de shugo sans liens entre elles se poursuit avec le recrutement des familles Ouchi, Sasaki et Toki au cours des décennies suivantes. Cette tendance indique que les puissantes familles de shugo, indépendamment de leur parenté, sont liées au régime par la nature intermédiaire du « Conseil des anciens vassaux » : les conflits et les conflits d'intérêts potentiels entre les shugo et le shogun sont institutionnalisés en laissant les shugo exprimer leurs opinions dans les discussions au sein du Conseil.
Le « Conseil des obligés » (samuraidokoro) est également dirigé par un membre du « Conseil des principaux vassaux » choisi au XIVe siècle au sein des familles Imagawa (qui devient membre du Conseil un peu plus tard), Hosokawa, Hatakeyama, Shiba et Toki. Le « Conseil des obligés » est responsable des fonctions de police et de l'exécution de la justice pénale dans la capitale (Kyoto). Le titulaire de la charge devient automatiquement shugo de la province de Yamashiro, la plus riche et la plus peuplée au Japon, et a la responsabilité de protéger le siège du régime et la ville de Kyoto. Au début du XVe siècle, le chef du « Conseil des obligés » est choisi parmi quatre familles de shugo : les Yamana, les Akamatsu, les Kyogoku et les Isshiki. Le « Conseil des obligés » fait ce que fait le système du « Conseil des kanrei » : il associe les intérêts des shugo à ceux du régime et de ce fait assume la médiation des conflits potentiels entre eux. Il est intermédiaire dans la mesure où les sources de conflits potentiels au régime, les shugo, deviennent participants à une institution du régime.
La participation des shugo au « Conseil des principaux vassaux » et au « Conseil des obligés » sont deux des exemples les plus marquants de leur participation au sein du régime rénové. L'importance de cette participation ne saurait être surestimée : c'est grâce à l'utilisation de ces instruments intermédiaires que les shoguns Ashikaga sont en mesure de centraliser l'État sous leur direction
Comme exposé ci-dessous, la parenté sous la forme de liens entre chefs (soryo'), occupe une place importante en tant que mécanisme de recrutement à tous les niveaux de la société de Muromachi : ici aussi, les shugo des rangs les plus élevés sont pour la plupart issus de familles de la branche des Ashikaga. Cependant, ces liens de parenté jouent un rôle peu important en termes de médiation entre les shugo semi-autonomes et le régime. C'est plutôt la participation effective des shugo dans le gouvernement par l'intermédiaire du système du « Conseil des kanrei » qui lie leurs intérêts plus fermement que jamais au régime.

### Les Ashikaga et les coalitions deshugo
En 1362, les deux plus puissantes maisons de shugo, les Ouchi et les Yamana, se soumettent à l'autorité du régime Ashikaga à condition que le shogun ne s'immisce pas dans les affaires internes de leurs provinces respectives. Par la suite, les Yamana, qui sont liés aux Ashikaga, et les Ouchi, qui ne le sont pas, commencent à jouer un rôle de plus en plus important dans les affaires du gouvernement. Cependant, en quelques décennies, les deux maisons shugo deviennent assez puissantes pour provoquer la colère du shogun.
En 1366, Shiba Takatsune, père du premier titulaire de la fonction de kanrei, qui bien sûr détient le pouvoir réel sur son fils de treize ans et qui arrange le placement de membres de la famille Shiba dans les bureaux clés du gouvernement, est déclaré traître en raison de sa puissance et de son arrogance croissantes (il se sent humilié en acceptant le poste de kanrei et nomme donc son fils à la place). Lors de la première démonstration de force contre une importante famille de shugo, Yoshiakira ordonne aux shugo Yamana, Sasaki, Yoshimi et Toki d'attaquer les Shiba dans la province d'Echizen. Les Shiba sont vaincus, et leur territoire dans Echizen est redistribué. En 1367, à la suite de l'éviction de la famille Shiba, Hosokawa Yoriyuki est désigné comme successeur au poste de kanrei : après la mort du shogun Yoshiakira, Yoriyuki réussit à assoir le régime sur une base plus solide pendant la minorité du jeune shogun Yoshimitsu.
L'emploi d'un shugo pour attaquer un de leurs collègues en 1366 montre l'autorité croissante du shogun vis-à-vis des shugo et l'apparition d'un instrument efficace de coercition. Jusque-là, il n'y a pratiquement pas de mécanismes punitifs véritable que le shogun peut utiliser contre ses shugo. En conjonction avec les nouveaux instruments intermédiaires qui apparaissent entre le shogun et les shugo, le nouvel instrument coercitif qui consiste à opposer un shugo contre un autre par des coalitions shogun-shugo renforce la main du shogun.
En 1362, la dernière offensive de la Cour du Sud contre Kyoto oblige les Ashikaga à se retirer de la capitale, mais comme beaucoup de tentatives précédentes, les forces impériales finissent par battre en retraite face à une grande contre-attaque sans avoir accompli quoi que ce soit. L'exubérance qui existe durant les années 1350 parmi les armées impériales a disparu. La résistance après cette date devient sporadique et complètement défensive. Enfin, en 1369, un an après la mort de l'empereur Go-Murakami, l'inconditionnel général imperial Kusunoki Masanori se soumet au régime. Sa capitulation met fin à la menace impériale dans les provinces centrales.

### Légitimation impériale
En 1370, Imagawa Sadayo (aussi connu sous le nom Imagawa Ryōshun) est désigné par le kanrei Hosokawa Yoriyuki et le « Conseil des principaux vassaux » pour faire tomber le dernier bastion de la résistance de la Cour du Sud dans Kyūshū. Après une épuisante campagne de douze ans, la résistance impériale s'effondre avec la défaite du clan Kikuchi en 1381 et avec la mort de Shimazu Ujihisa en 1385, le dernier domaine provincial de Kyūshū déclare son allégeance au régime. Avec la chute de Kyūshū, l'ensemble de l'ouest du Japon est sous la domination du régime Ashikaga. Cependant, les campagnes militaires seules sont insuffisantes pour légitimer le régime Ashikaga auprès des nobles.
Après 1367, pendant la minorité du shogun Yoshimitsu, le kanrei Hosokawa Yoriyuki s'active pour tenter de légitimer le régime aux yeux de la noblesse. Il le fait par le biais d'une série de mesures très conservatrices et gagne en prestige parmi les nobles de Kyoto. Il utilise un ancien système de classement de cour en y faisant participer les jeunes shogun. Il associe également le régime à la cour de beaucoup plus près que n'importe quel autre chef guerrier passé. Ce faisant, il lie le régime plus proche de la cour impériale, effaçant ainsi la stigmatisation de l'idéologie qui alimente le conflit Nanboku-chō : Ashikaga Takauji est considéré comme un traître qui combat contre la restauration du pouvoir impérial.
La société de cour survit aussi longtemps en raison de sa popularité parmi les différentes classes de la société japonaise. Sur le plan foncier, les agriculteurs se sentent beaucoup plus proche de la noblesse que des guerriers. Nonobstant la puissance en déclin de la noblesse, l'influence de celle-ci va bien au-delà de sa puissance réelle parce qu'elle possède une légitimité de tradition et le charisme de la culture que les guerriers ne possèdent pas. Il n'est pas étonnant que Yoriyuki fait participer les jeunes shogun à des cérémonies de cour : cette participation est intermédiaire, impliquant le chef militaire le plus élevé dans un système de classement de cour qui remonte à plusieurs siècles et a pour principe la primauté de la lignée impériale sur tout le monde, y compris les guerriers qui doivent recevoir leurs titres de l'empereur. En participant à ce classement rituel de cour, le régime Ashikaga envoie un message fort à la société tout entière : la légitimité conférée par la cour est toujours valable et toujours importante. Cette participation apaise les tensions entre le régime des guerriers et celui de la cour et a pour effet involontaire de diffuser la culture de cour dans la classe des guerriers, créant une fusion de goûts qui marque à jamais cette période de la culture japonaise comme l'une des époques de brillante innovation.
Dans un sens, cette participation est un anachronisme qui semble éloigné du monde réel où le pouvoir est exercé directement par les guerriers. Cependant, la question de la légitimité n'est pas nécessairement liée à l'exercice direct du pouvoir. La légitimité est liée à l'idéologie et la domination de la noblesse aristocratique dispose d'une meilleure base idéologique que la domination des guerriers. La force seule ne peut pas faire légitimité et le milieu culturel qui entoure la cour est encore beaucoup plus convaincant, beaucoup plus élégant que l'épée des samouraï. Les guerriers eux-mêmes sont attirés par la culture de la noblesse et imitent avec enthousiasme les goûts de celle-ci jusqu'à ce qu'ils soient en mesure de produire une synthèse qui aille au-delà de ce qui a existé auparavant tels que l'essor des jardins de pierres influencés par le bouddhisme zen, parmi d'autres formes d'art qui ont eu un impact durable jusqu'à aujourd'hui. Et pour ces seules raisons, la liaison effectuée entre le shogun et la cour impériale au cours des dernières décennies du XIVe siècle a pour effet d'élargir la légitimité du pouvoir du shogun.
Le kanrei Yoriyuki promulgue le décret de demi-taxation (hanzei) en 1368. Ce décret est un instrument intermédiaire décisif et complet utilisé pour lier les intérêts des nobles au régime : elle interdit la réduction de moitié des terres appartenant à la famille impériale, des terres sous le contrôle des principaux temples et de celles détenues par les régents impériaux (les Fujiwara). Les exceptions comprennent aussi les terres des nobles données à titre complet par le shogun précédent et les grands domaines gérés par les intendants samouraï (jito). Ce décret est applicable à tous les domaines à l'échelle nationale et son importance réelle réside dans la langue forte utilisée pour prévenir de nouvelles incursions de samouraï sur les domaines et pour défendre les intérêts de la noblesse face aux incursions de samouraïs qui ont déjà eu lieu. Contrairement aux décrets antérieurs de demi-taxation, celui-ci est conservateur et son but est de protéger les terres des nobles de la division plutôt que de la justifier.
Avec le décret 1368 de demi-taxation, le régime s'éloigne de beaucoup de l'arrêté de 1352 mais la réalité des incursions de samouraïs qui ont déjà eu lieu ne peut être annulée. Ce qui est idéologiquement ouvertement déclaré ici s'écarte de ce qui se passe vraiment dans les provinces. Comme indiqué ci-dessus, les incursions des samouraïs et des shugo sur les domaines sont profondes malgré le décret de 1368. Et avec le XVe siècle, cette tendance à l'accaparement des terres devient de plus en plus prononcée. Le décret de 1368 est, dans l'ensemble, inefficace pour arrêter les guerriers de prendre le contrôle des revenus des domaines comme l'attestent les preuves de continuité d'accaparement par les guerriers. En un sens, le décret de 1368 est un document idéologique qui tente de légitimer le régime Ashikaga aux yeux de la noblesse à la suite des liens plus étroits qui s'établissent entre le shogun et la cour impériale. En outre, les shoguns Ashikaga ne sont pas capables, même s'ils en avaient la volonté, d'arrêter les prélèvements incessants des guerriers sur le revenu des terres. Quoi qu’inefficace, le décret de 1368 reconnaît que les intérêts des nobles sont défendus idéologiquement par un régime de guerrier et, dans ce cadre historique donné, lie les intérêts des deux parties.
Enfin, la souveraineté directe du régime de Muromachi qui se fait jour dans les années 1360 est limitée géographiquement aux provinces de l'Ouest et du centre, contrairement au précédent régime de Kamakura basé dans la région de Kantō. À part les shugo (tozama) sans rapport avec les Ashikaga comme les familles Takeda, Chiba, Yuki, Satake, Oyama, Utsunomiya, Shoni, Otomo, Aso et Shimazu, toutes concentrées dans ou à proximité des régions de Kantō et de Kyūshū et ne participent pas au système de « Conseil des kanrei » et sont semi-indépendants du régime. Ils sont tacitement reconnus shugo et reçoivent des Ashikaga le titre qui les identifie comme tels en raison de leurs positions dominantes dans les zones qui ne sont pas faciles à contrôler à partir de Kyoto.

### Kyūshū
Après la campagne du Kyūshū qui commence en 1370, le tandai de Kyūshū devient le représentant du régime de Muromachi sur cette île. Imagawa Sadayo (aussi appelé Iamagawa Ryōshun) poursuit efficacement la campagne contre les forces de la Cour du Sud et continue d'appuyer son attaque contre les forces de Shimazu Ujihisa, obtenant le soutien du kokujin local de Kyūshū dans le processus. Les délégués comme Sadayo sont des représentants de Muromachi dans les zones qu'ils contrôlent, même quand ils arrogent les pleins pouvoirs de vassalité aux samouraï locaux. En 1377 par exemple, un contrat est signé entre Sadayo et une alliance de samouraï (Ikki) composée de soixante et un samouraï locaux. Le contrat stipule que tous les différends entre les membres de l'alliance seront rapportés à l'administrateur de Kyūshū tandis que les différends entre les membres de l'alliance et l'administrateur lui-même seront traités par le régime de Muromachi à Kyoto. Le tandai de Kyūshū est une personnalité intermédiaire qui unit les intérêts du régime et les intérêts de la région sous sa juridiction. Il s'agit d'une position précaire en raison de la tentation d'indépendance qu'elle présente. Mais pour une raison quelconque, le régime Muromachi n'étend pas son contrôle direct sur l'ensemble de la nation et s'appuie plutôt sur les personnes nommées comme l'administrateur de Kyūshū pour agir comme leurs représentants afin d'influencer shugo et samouraï de la région par coercition et autres instruments intermédiaires.

### Kantō
À la fin du XIVe siècle, la région de Kantō est dominée par de puissantes familles de guerriers. Parmi ceux-ci, les Uesugi sont les plus puissants. Ils profitent des dissensions qui éclatent entre les familles de la région pour faire avancer leurs propres intérêts. En 1368, la famille Utsunomiya se révolte contre le siège, situé à Kamakura, du régime de Muromachi parce qu'elle a perdu ses postes de shugo au profit des Uesugi. La famille Uesugi est en mesure d'étendre son influence en amassant les postes de shugo relevant de leur juridiction et en inféodant des vassaux dans la région de Kantō au détriment d'autres familles. Une théorie veut que la région de Kantō est devenue semi-indépendante de Kyoto et que le siège à Kamakura du régime de Muromachi existe grâce au soutien des Uesugi. La famille Uesugi est légalement reconnue par le régime Muromachi par leur nomination au poste de kanrei de Kantō en raison de sa position inattaquable.
Le siège à Kamakura du régime de Muromachi agit de la même manière que le tandai de Kyūshū : il devient le bureau régional intermédiaire par lequel les ordres du régime sont transmis à la région périphérique de Kantō. Dans la pratique, comme exposé ci-dessus, le Kantō est dominé par de puissantes familles comme les Uesugi. De plus en plus, le siège de Kamakura devient indépendant du régime de Muromachi et s'occupe des conflits régionaux, de la fiscalité régionale et du développement des liens avec les shugo dans le Kantō en référence minimale au gouvernement de Muromachi à Kyoto, même si le droit de confirmer les fiefs et de ratifier les nominations de shugo reste techniquement aux mains de Kyoto.

## Centralisation du pouvoir des Ashikaga et fin de la guerre Nanboku-chō: 1379-1399
Les zones de résistance tombent l'une après l'autre au pouvoir du régime de Muromachi au cours de la décennie cruciale des années 1360 : Fait révélateur, de puissants shugo comme les Ouchi et les Yamana se soumettent comme seigneurs semi-indépendants. la résistance de la Cour du Sud devient de plus futile à mesure que le temps passe. Au point de vue militaire, le régime est en mesure de faire appel aux services des shugo pour attaquer un de leurs collègues en 1366, ce qui montre la subordination croissante des shugo au contrôle shogunal. De pair avec la création du système de « Conseil des kanrei » et la participation croissante des puissantes familles de shugo dans le bakufu de la bureaucratie, les liens avec la cour impériale élargissent la base légitime du régime. Ces développements clés sont utilisés non seulement pour augmenter le contrôle shogunal mais pour associer plus fermement au régime les intérêts des shugo et des nobles. Sur le plan géographique toutefois, le régime de Muromachi a une portée limitée et délègue ses compétences sur les régions de Kantō et Kyūshū à des représentants régionaux, tout en maintenant un contrôle plus ou moins direct sur les provinces centrales et occidentales du Honshū.
Cinquante ans après l'appropriation du pouvoir en 1379 par Ashikaga Yoshimitsu, le régime de Muromachi entre dans sa phase la plus puissante en tant que gouvernement sans rival du pays. Les relations entre le shogun et les shugo se resserrent à mesure qu'augmente le contrôle shogunal. Les principaux instruments et leurs effets qui permettent au shogun d'exercer un contrôle sur les shugo et d'élargir la base de la légitimité du régime sont : 1) continuation de la politique de liens étroits entre le régime de Muromachi et la cour impériale; 2) politique de résidence obligatoire visant les shugo; 3) poursuite du développement de l'armée shogunale (gobanshu); 4) essor de l'hégémonie shogunale à l'aide de la coalition de plusieurs shugo et 5) utilisation de recettes commerciales et agraires et de taxes par le régime. Tous ces changements illustrent la tendance continue des forces centripètes qui augmentent la puissance du régime.

### Les Ashikaga et la cour impériale
Sous l'autorité de Yoshimitsu (actif de 1379 à 1408) qui prend les rênes du pouvoir après le rejet de Yoriyuki comme kanrei, les effets de cette connexion particulière favorisent l'une des plus brillantes périodes de l'histoire japonaise, réputée pour la maturation des formes architecturales et culturelles qui caractérisent depuis la culture japonaise. Son association étroite avec la cour impériale et sa culture, ainsi que le patronage qu'il accorde aux arts permettent de diffuser cette culture à l'aristocratie militaire, notamment à travers les shugo. Ce lien entre le shogun et la cour impériale apporte un prestige accru aux deux institutions et donne au shogun une aura de légitimité civile et de culture qui manquait au précédent régime de Kamakura.
En participant à des institutions de la cour, le shogun adopte aussi beaucoup des passe-temps raffinés de la culture de cour. Les activités culturelles sont le fruit d'un lien institutionnel antérieur. La culture a plus en commun avec les justifications idéologiques : comme exposé dans la section précédente, une grande partie de la culture de cour bénéficie d'une légitimité refusée aux guerriers.

### Résidence obligatoire
En ce qui concerne les relations shogun-shugo, le système du « Conseil des kanrei » est renforcé dans les années 1380 par Yoshimitsu quand il persuade les shugo de l'ouest et du centre de s'installer à Kyoto. Il rend même visite à Ōuchi Yoshihiro en 1389 et le persuade de vivre à Kyoto lors d'une de ses circuits de pèlerinage. Ces circuits sont utilisés pour afficher sa puissance dans les provinces qu'il traverse. Cette politique de résidence obligatoire qu'Yoshimitsu institue est la principale politique coercitive en soutien au système de « Conseil des kanrei » et permet au shogun de resserrer son emprise sur les shugo. L'autorisation de quitter la capitale est rarement accordée aux shugo : elle n'est accordée qu'après discussion au sein du « Conseil des principaux vassaux ». Même lorsque l'autorisation est accordée dans le cas de rébellion provinciale ou d'activité de guérilla de la Cour du Sud, des otages de qualité sont laissés à Kyoto. Si le shugo part sans autorisation, son initiative est perçue comme une trahison.
Les shugo de Kantō et Kyūshū sont exemptés de cet ordre de résidence obligatoire à Kyoto. Toutefois, le siège à Kamakura du régime de Muromachi institue une politique similaire en ce qui concerne les shugo du Kantō et les contraint à s'établir à demeure à Kamakura comme les shugo de l'ouest et du centre doivent résider à Kyoto. La construction de manoirs à Kyoto devient à la mode et finalement comprend des shugo comme les Shimazu de Kyūshū qui décident de vivre à Kyoto même s'ils ne sont pas tenus de le faire.
Les shugo ont en réalité peu de choix en la matière. Soit ils résident à Kyoto, soit ils sont stigmatisés comme traîtres au régime. Avec des institutions comme le « Conseil des kanrei », la politique résidentielle obligatoire a des effets incalculables à la fois d'un point de vue national et d'un point de vue provincial. Pour commencer, le pouvoir des shugo est strictement réglementé par cette politique : leur liberté de mouvement est limitée. Deuxièmement, à partir du deuxième quart du XVe siècle, le pouvoir réel dans les provinces se détache des shugo pour se rapprocher des administrateurs (shugo-dai) et d'autres samouraïs indépendants (kokujin) qui résident dans les provinces. Par conséquent, du point de vue des shugo, la politique de résidence obligatoire s'avère être une catastrophe à long terme. L'embauche de représentants shugo est rendue nécessaire par la politique résidentielle obligatoire si les shugo veulent maintenir leur pouvoir dans les provinces. À court terme, l'embauche de membres des branches familiales et de samouraï kokujin comme shugo adjoints et leur emploi comme leurs propres représentants dans les provinces fonctionne bien; mais sur le long terme, le pouvoir passe des mains des shugo à celles de ceux qu'ils ont embauchés.

### L'armée shogunale
Yoshimitsu n'hésite pas à utiliser la force militaire pour amener les shugo à l'obéissance sous prétexte qu'ils sont devenus trop puissants. Il rassemble une nouvelle armée shogunale (gobanshu) composée de cinq divisions totalisant quelque trois mille guerriers à son service personnel. Cette force est constituée en formidable réseau, surtout quand elle est complétée par les contributions d'autres shugo. L'importance de l'armée shogunale réside dans sa caractéristique de force distincte qui relie le shogun directement avec ses vassaux constitués de samouraï kokujin. L'armée shogunale permet de contenir les forces des shugo. Le premier shogun, Ashikaga Takauji, a créé des liens avec les intendants des samouraïs en les inféodant sur les terres des domaines. Tout au long du début de la période Muromachi, cette hiérarchie distincte de vassaux sous le commandement du shogun constitue un contrôle important sur le pouvoir des shugo.
L'armée shogunale comporte deux volets : la garde du corps shogunale (shin'eigun) se compose de membres de branches de la famille Ashikaga, de shugo de proche parenté et de shugo membres de branches de la famille, d'autres fils et frères de responsables du régime, et surtout, des puissants kokujin. Se montant (tout au plus) à trois cent cinquante hommes, ce groupe est un ensemble cohérent et fidèle, prêt à défendre la personne du shogun à tout prix. Autour de ce petit groupe se trouvent un certain nombre de vassaux directs du shogun dont les origines remontent à 1336 lorsque le shogun Takauji a inféodé de nombreux samouraïs comme vassaux de la dynastie et qui sont probablement utilisés comme armée de réserve; un plus grand nombre de vassaux indirects liés à des membres de la garde du corps shogunal constitue probablement le gros de l'armée shogunale sous Yoshimitsu. Ce dernier point est bien illustré par Arnesen qui a calculé que le nombre de vassaux directs de la garde du corps shogunale est de 60 à 70 pour cent du nombre de vassaux directs employés par le clan Go-Hōjō au XVIe siècle. Et si les Go-Hōjō sont en mesure d'aligner cinquante mille soldats dans la campagne d'Odawara, la garde du corps shogunale de trois cent cinquante hommes pourrait facilement mobiliser ses propres vassaux et les trois mille soldats qui ont participé à la rébellion de l'ère Meitoku en 1391. La création de la garde shogunale et la position centrale de ce groupe par rapport aux autres vassaux du shogun est ce qui différencie l'armée shogunale de Yoshimitsu des vassaux de Takauji. Une organisation stricte et un « esprit de corps » apparaissent avec la nouvelle armée shogunale.

### La coalition desshugoen tant que force
Cependant, l'armée shogunale à elle seule n'est pas suffisante pour affronter et défaire la classe des kanrei et des shugo sur le champ de bataille, mais est parfaitement adaptée au genre de stratégie que pratique Yoshimitsu : opposer un shugo à un membre de la famille et contre d'autres shugo. La nouvelle hégémonie shogunale apparue sous le shogun précédent, Yoshiakira, en vient à dominer la politique de Yoshimitsu. Le prestige shogunal dicte de façon informelle que pas un seul shugo ne doit dépasser un certain niveau de pouvoir sans s'attirer les foudres du shogun. Il est dans l'intérêt des shugo eux-mêmes qu'aucun de leurs propres collègues ne devienne trop puissant et domine le reste de leur corps.
Dans la continuité de cette politique, Yoshimitsu ordonne en 1389 à Toki Yasuyuki, le shugo des provinces de Mino, Ise et d'Owari d'abandonner cette dernière à un parent. Yasuyuki refuse et Yoshimitsu donne l'ordre à Yorimasu, cousin de Yasuyuki, d'attaquer ce dernier. Après trois ans Yasuyuki est vaincu en 1391 et abandonne la province de Mino à Toki Yorimasu. Peu importe à Yoshimitsu si la province qui est livrée est celle de Mino ou d'Owari tant que Toki Yasuyuki est dépouillé d'une partie de son pouvoir dans les provinces centrales.
Avant le soulèvement de Meitoku en 1391, la famille Yamana possède onze provinces de l'Ouest et du centre du Japon ce qui en fait la plus puissante famille de shugo du pays. Yoshimitsu cherche un prétexte pour les attaquer et quand Yamana Mitsuyuki (shugo des provinces d'Izumo, Tamba, Hoki et Oki) s'empare de certains biens appartenant à la famille impériale à Izumo, Yoshimitsu rappelle l'ex - kanrei Hosokawa Yoriyuki afin qu'il prépare une campagne contre Mitsuyuki. Les shugo Yamana Mitsuyuki et Ujikiyo attaquent Kyoto mais sont sévèrement battus par l'armée shogunale de concert avec les forces d'Ōuchi Yoshihiro. Les autres contingents de shugo qui composent les forces du shogun ne comptent pas plus de trois cents cavaliers chacun. Après la campagne, les Yamana sont affectés à deux provinces seulement, Tajima et Hōki, et les chefs de la rébellion sont tués, Ujikiyo au combat et Mitsuyuki assassiné en 1395.
Cette politique consistant à opposer un shugo contre un autre atteint son paroxysme en 1399. Ironie du sort, cette fois, la cible est Ōuchi Yoshihiro qui a portant bien servi le régime dans la campagne contre les Yamana. Yoshihiro reçoit l'ordre d'attaquer les Shoni en 1397, ce qu'il fait et perd son frère dans l'affaire. Il apprend plus tard la duplicité byzantine de Yoshimitsu : les Shoni ont également reçu l'ordre d'attaquer les Ōuchi. Irrité par cette duplicité, et craignant pour sa vie lorsque le shogun le convoque à Kyoto, il choisit de désobéir. Sans surprise, il est déclaré ennemi par le régime. Lors de la bataille de Sakai, Yoshimitsu, aidé des forces de cinq shugo, les Hosokawa, Akamatsu, Kyogoku, Shiba et Hatakeyama, submerge les ouvrages défensifs de Yoshihiro en mettant le feu à la ville. Les forces alliées emmenées par Yoshimitsu comptent 30 000 guerriers contre les 5 000 des Ōuchi : Yoshihiro est tout simplement débordé dans la bataille et se suicide.
Comme l'illustre chacun des exemples précédents, l'hégémonie shogunale devient très efficace. Elle est utilisée pour diviser les shugo en les faisant s'attaquer et détruire réciproquement. L'hégémonie shogunale n'aurait pas réussi sans la coopération des shugo qui ont uni leurs forces à l'armée shôgunale. Cependant, sans moyens financiers pour soutenir l'armée shogunale et autres dépenses du régime, cette politique coercitive aurait été impensable.

### Revenus
Kyoto à la fin du XIVe siècle et au XVe siècle est un centre brillant d'activité économique. Avec la politique de résidence obligatoire mise en place par le shogun Yoshimitsu, les shugo avec leurs vassaux et serviteurs s'ajoutent à la population distinguée de la ville qui comprend les nobles, la cour impériale et le gouvernement de Muromachi. Cela se traduit par un vaste marché pour une variété de biens et de services qui stimulent la croissance économique de la ville. Cette croissance est importante à la fois pour le shogun et les shugo qui vivent dans la capitale : ils puisent dans la richesse des prêteurs (sakaya-doso) de façon continue. Le shogun lui-même les emploie comme collecteurs des impôts de la ville. Ce qui rend le régime de Muromachi si différent du régime de Kamakura précédent est la base de son revenu ; une grande partie de ses recettes provient des taxes commerciales, en plus de sa base foncière.
Le Conseil d'Administration (mandokoro) est utilisé comme chambre de compensation pour les questions concernant les recettes du régime de Muromachi. Il est l'organe bureaucratique principal qui relie le régime à divers groupes commerciaux dans la ville à des fins d'imposition. En 1393, le régime légalise son droit d'imposer directement les prêteurs. Les impôts commerciaux recouvrés à Kyoto deviennent le fondement du nouveau régime de Muromachi à base urbaine et changent résolument la nature du régime, d'un modèle basé sur les propriétés foncières à un régime en partie basé sur le commerce.
Les revenus agraires traditionnels proviennent de trois sources principales : des domaines shogunaux, des vassaux shogunaux et des taxes imposées aux shugo. La base foncière des shoguns Ashikaga est dérisoire par rapport à leurs successeurs, les Tokugawa. Il y a cependant environ deux cents domaines shogunaux (goryosho) dispersés entre Kyoto et la région de Kantō et les recettes extraites de ces domaines sont importantes. En outre, la connexion entre ces domaines et l'armée shogunale est décisive : quelques-uns des hommes qui servent dans l'armée sont aussi des gestionnaires des domaines personnels du shogun. En outre, de nombreuses samouraï locaux versent leurs taxes foncières directement au régime (kyosai) comme un des privilèges dont ils jouissent au titre de vassaux de la dynastie (gokenin) qui échappent aux shugo collecteurs d'impôts. Par ailleurs, les shugo sont imposés directement (shugo shussen) selon le nombre de provinces qu'ils administrent. Cette taxation est évaluée par le régime chaque fois il y a des bâtiments à construire ou à entretenir et lorsque le shogun a besoin d'argent pour divers projets.
Les sources de revenus pour le régime de Muromachi sont beaucoup plus variées que sous le régime de Kamakura en raison de l'économie de marché émergente à Kyoto et dans la province de Yamashiro. Elles se présentent sous forme de recettes commerciales tirées des usuriers (sakaya doso) : une taxe est recouvrée une fois que la structure du pouvoir de la bureaucratie Muromachi s'est effectivement installée dans la ville de Kyoto.